# 汪越胜
汪越胜，北京交通大学教授，主要从事复杂介质和结构的波动力学及应用、新型材料和结构的力学行为等方面的研究工作。入选中华人民共和国教育部2007年度"长江学者"特聘教授、享受国务院政府特殊津贴。